# Sicap-Liberté
Sicap-Liberté ist einer der 19 Stadtbezirke der Metropole Ville de Dakar, der Hauptstadt Senegals mit dem Status einer Gemeinde (commune). Sicap ist Namensbestandteil einer Reihe von Stadtvierteln in Dakar, die von der Société immobilière du Cap-Vert (SICAP) geplant und errichtet worden waren.

## Geografie
Sicap-Liberté liegt als langer und schmaler Stadtbezirk im Inneren der Cap-Vert-Halbinsel.
Im Südosten grenzt er an die Avenue du Président Habib Bourguiba, im Osten an die Allée Khalifa Ababacar Sy und im Norden an die Avenue du Roi Fahd Ben Abdel Aziz, die auch bekannt war als Route du Front de Terre. Letzterer Name stellt nach der Anordnung des Straßennetzes einen Bezug zu dem Umstand her, dass mit dieser Straße der Nordrand einer umfangreichen, mehrere der gegenwärtigen Stadtbezirke von Dakar umfassenden Stadterweiterung erreicht war. Es blieb jedoch nicht aus, dass bald weitere große Stadtviertel weiter nördlich entstanden.
Die Beschreibung der Westgrenze ist etwas komplizierter. Im Nordwesten bildet die vierstreifige Schnellstraße Voie de Dégagement Nord (VDN) die Grenze. Im Anschluss weicht sie nach Osten zurück, um die Stadtviertel Sacré Cœur 1, 2 und 3 beiderseits der ancienne piste des früheren Flugplatzes Ouakam auszusparen. Sodann folgt die Grenze der rue 12, inzwischen auch als Rue Serigne Fallou Mbacké bekannt, und schließlich dem Boulevard Dial Diop. Der Stadtbezirk ist gegliedert von Süd nach Nord in die Stadtteile Sicap-Liberté 1 bis Sicap-Liberté 6 – mit Ausnahme von Sicap-Liberté 3, der im Stadtbezirk Dieuppeul-Derklé liegt.
Benachbart sind im Uhrzeigersinn die Stadtbezirke Mermoz-Sacré Cœur, Ouakam und Yoff im Westen, Grand Yoff Im Norden, Dieuppeul-Derklé und Biscuiterie im Osten sowie im Süden Grand Dakar und Fann-Point E-Amitié.
Der Stadtbezirk hat eine Fläche von 3,183 km². Er ist fast vollständig bebaut und dicht besiedelt. Im Süden liegt das Stadionareal des Stade Demba Diop, eines der großen Fußballstadien der Hauptstadt.

## Geschichte
Im Jahr 1996 wurde Sicap-Liberté als commune d’arrondissement im Arrondissement de Grand Dakar zu einem Stadtbezirk der Metropole Ville de Dakar. Im Jahr 2014 erhielt der Stadtbezirk, wie in Senegal alle communes d'arrondissement, den landesweit einheitlichen Status einer Gemeinde (commune).

## Bevölkerung
Die letzten Volkszählungen ergaben für den Stadtbezirk jeweils folgende Einwohnerzahlen:
| Jahr | Einwohner |
| ---- | --------- |
| 1988 | …         |
| 2002 | 41.889    |
| 2013 | 47.164    |
| 2023 | 41.079    |